# Большой злой лис и другие сказки
Большой злой лис и другие сказки (фр. Le Grand Méchant Renard et autres contes) — франко-бельгийский анимационный фильм-антология режиссёров Бенджамина Реннера и Патрика Имбера, адаптация комиксов Реннера.
Премьера состоялась на международном фестивале анимационных фильмов в Анси 15 июня 2017 года и на StudioCanal 21 июня 2017 года.

## Сюжет
Лента состоит из трёх отдельных сюжетов: Доставить ребёнка, Большой злой лис, Мы должны спасти Рождество.
Ведущий лис рассказывает зрителям в театре, что они увидят пьесу из трёх частей. Почти все роли играют животные.
В первой истории поросёнок, кролик и утка пытаются доставить ребёнка, которого принёс на ферму аист, родителям. И попадают при этом в различные ситуации.
Во второй истории лис хочет стать злым и страшным и берёт уроки у волка. Лис ворует яйца у курицы, они вылупляются и он становится мамой для трёх цыплят.
В третьей истории поросёнок, кролик и утка разбивают пластикового Санту и решают спасти Рождество.
В финале появляется уборщик и убирает сцену.

## Критика
Фильм получил в целом положительные отзывы. На агрегаторе рецензий Rotten Tomatoes рейтинг составляет 97 % со средней оценкой 7,30/10 на основе 30 обзоров. На сайте Metacritic рейтинг 73/100 на основе 4 рецензий. На Internet Movie Database рейтинг 7,4/10.

## Награды и номинации
Награды
- 2017 Ale Kino! International Young Audience Film Festival[англ.] Best Feature Film for Children
- 2018 Международный фестиваль анимационных фильмов в Анси Best French Feature Film
- 2018 Люмьер (кинопремия, 2018) Премия «Люмьер» за лучший анимационный фильм[англ.]
- 2018 Сезар (кинопремия, 2018) Премия «Сезар» за лучший анимационный фильм

Номинации
- 2018 Энни
  - Премия «Энни» за лучший независимый анимационный полнометражный фильм
  - Премия «Энни» за лучшую режиссуру в анимационном полнометражном фильме
  - Премия «Энни» за лучшую анимацию персонажей в анимационном полнометражном фильме[англ.]

## Дистрибуция на русском языке
Для российского рынка были созданы три различных дубляжа мультфильма:
1. Полноценный дубляж, выполненный для телеканала Boomerang и показанный в формате трёх отдельных спецвыпусков.[8]
2. Закадровый перевод, выполненный студией SDI Media Russia для полнометражного фильма.[9]
3. Закадровый перевод, выполненный компанией Digi Media Latvia (информации о котором крайне мало).

### Дубляж телеканала Boomerang
Бул фильм был показан в виде трёх отдельных спецвыпусков на канале Boomerang:
| № | Название на английском | Название на русском        | Дата премьеры в России |
| - | ---------------------- | -------------------------- | ---------------------- |
| 1 | Baby Delivery          | Ребёнок с доставкой на дом | 9 апреля 2017          |
| 2 | The Big Bad Fox        | Кто боится рыжего лиса     | 24 февраля 2017        |
| 3 | Saving Christmas       | Спасённое Рождество        | 24 июля 2017           |

### Voice-over (SDI Media Russia)
Закадровый перевод был выполнен студией SDI Media Russia для полноценного фильма, который показывался, в частности, в рамках фестиваля Big Cartoon Festival. Релиз состоялся 12 апреля 2018 года :contentReference[oaicite:0]{index=0}.

### Voice-over (Digi Media Latvia)
Существует сведения о другом закадровом переводе, выполненном компанией Digi Media Latvia, но информации о нём практически нет, и подробные данные требуется уточнить.